# Josef Klaus
Josef Klaus (Mauthen, 15 agosto 1910 – Vienna, 25 luglio 2001) è stato un politico austriaco.
Ricoprì la carica di Cancelliere dal 1964 al 1970. Fece parte dell'ÖVP.